# 1227
1227 (MCCXXVII) a fost un an obișnuit al calendarului iulian.

## Evenimente
- 5 ianuarie-1 februarie: Papa Honoriu al III-lea reconciliază pe împăratul Frederic al II-lea cu orașele din Liga Lombardă.
- 22 iulie: Bătălia de la Bornhöved; danezii sunt înfrânți de o coaliție a principilor germani și de trupele orașului Lübeck; dintre cuceririle anterioare, Danemarca mai păstrează doar insula Rügen și Estonia.
- 8 septembrie: Plecarea în cruciadă a lui Frederic al II-lea este amânată din cauza bolii împăratului.
- 29 septembrie: Excomunicarea lansată de papa Grigore al IX-lea asupra lui Frederic al II-lea amână din nou începerea cruciadei.

### Nedatate
- Atac eșuat al celor din Novgorod asupra Finlandei.
- Călugărul Dogen introduce budismul Zen în Japonia.
- Danezii cuceresc insula Ösel, cuib al piraților din Baltica.
- Distrugerea statului tanguților, din China de nord, de către Genghis-han.
- Genovezii supun orașele Savona și Albenga.
- Întemeierea Episcopiei Cumanilor, subordonată direct scaunului apostolic, cu reședința la Civitas Milcoviae, localizată ipotetic în zona Odobești-Focșani.[1]

## Nașteri
- 30 septembrie: Nicolae al IV-lea, papă (d. 1292)

## Decese
- 18 martie: Honoriu al III-lea (n. Cencio Savelli), 78 ani, papă (n. 1148)
- 18 august: Ginghis Han, 64 ani, conducător militar mongol (n.c. 1162)
- 11 septembrie: Ludovic al IV-lea de Turingia (n. 1200)
- 23 noiembrie: Lech cel Alb, duce al Poloniei (n. 1186)

### Nedatate
- noiembrie: Al-Moazzam, suveran ayyubid al Damascului (n. ?)

## Înscăunări
- 19 martie: Grigore al IX-lea, papă (1227-1241).